# Главный старшина
Гла́вный старшина́ — воинское звание на флоте, по рангу выше старшины первой статьи и ниже главного корабельного старшины (до 18 ноября 1971 г. мичмана).
Перед воинским званием военнослужащего, проходящего военную службу в гвардейской воинской части, на гвардейском корабле, добавляется слово «гвардии».
К воинскому званию гражданина, пребывающего в запасе или находящегося в отставке, добавляются соответственно слова «запаса» или «в отставке».
В категории войсковых военнослужащих званию главный старшина соответствует звание старший сержант.
| Младшее звание: Старшина первой статьи, Помощник командира отделения, Командир группы |
| Главный старшина                                                                      |
| Старшее звание: Главный корабельный старшина                                          |